# Odette Annable
Odette Juliette Annable, rozená Yustman (* 10. května 1985, Los Angeles, Kalifornie) je americká herečka a modelka. Proslavila se rolemi v seriálech Dr. House a Supergirl.

## Osobní život a kariéra
Narodila se v kalifornském Los Angeles. Její matka Lydia je Kubánka, otec Victor Yustman, který se narodil v kolumbijské Bogotě a vyrostl v Nikaragui, má italské a francouzské předky. Herečka hovoří plynně španělsky.
Vystudovala střední školu Woodcrest Christian High School v kalifornském Riverside.
Debutovala ve věku pěti let malou rolí dívky ve filmu Policajt ze školky. Poté se objevila v řadě televizních show a seriálech South Beach a October Road. V roce 2007 ztvárnila titulní postavu ve filmu Ukradený život: Exkluzivní video a následující rok také ve sci-fi thrilleru Monstrum. Svůj hlas propůjčila Amatě ve videohře Fallout 3. 29. ledna 2008 magazín Variety uvedl, že bude hrát ve filmu Nenarození, který měl premiéru v roce 2009. Účinkovala ve videoklipu (If You're Wondering If I Want You To) I Want You To od Weezera.
V roce 2017 získala jednu z hlavních rolí v seriálu stanice The CW Supergirl. V seriálu hraje Samanthu Arias, svobodnou matku, která zjistí, že má stejný původ jako Supergirl a Superman. Postava je inspirována postavou Reign z komiksů DC Supergirl.

## Osobní život
Jejím partnerem byl Trevor Wright. V roce 2010 se vdala za amerického herce Davea Annablea a roku 2015 se páru narodila dcera Charlie Mae.

## Ceny a nominace
V roce 2008 byla nominovaná v kategorii Nejlepší filmová herečka na cenu Teen Choice Award za thriller Monstrum, kde ztvárnila roli krásky v nesnázích.

## Filmografie

### Film
| Rok  | Název                           | Role                      | Poznámky        |
| ---- | ------------------------------- | ------------------------- | --------------- |
| 1990 | Policajt ze školky              | Rosa                      |                 |
| 1996 | Božská lest                     | Angela, dcera             |                 |
| 2006 | Prázdniny                       | líbající se pár           |                 |
| 2007 | Neuvěřitelný život rockera Coxe | dívka s cigaretou         |                 |
| 2008 | Monstrum                        | Elizabeth "Beth" McIntyre |                 |
| 2009 | Nenarození                      | Casey Beldon              |                 |
| 2010 | Ztracena v pustině              | Ellie                     |                 |
| 2010 | Zase ona!                       | Joanna                    |                 |
| 2010 | Skupinový sex                   | Vanessa                   |                 |
| 2010 | Utajená operace                 | Temperance                |                 |
| 2011 | Dvojitý agent                   | Natalie Geary             |                 |
| 2011 | Čivava z Beverly Hills 2        | Chloe (hlas)              |                 |
| 2012 | Čivava z Beverly Hills 3        | Chloe (hlas)              |                 |
| 2015 | The Truth About Lies            | Rachel Stone              |                 |
| 2019 | The Cloverfield Files           | Elizabeth "Beth" McIntyre | archivní stopáž |

### Televize
| Rok       | Název                            | Role                    | Poznámky |
| --------- | -------------------------------- | ----------------------- | --- |
| 1996      | Střípky vzpomínek                | Charlotte               | TV film |
| 2004      | Quintuplets                      | Kelly Helberg           | díl: „(Disdainfully) the Helbergs“                                                                                        |
| 2006      | South Beach                      | Arielle Casta           | 6 dílů |
| 2006      | Můj přítel Monk                  | Courtney                | díl: „Pan Monk, soukromý detektiv“                                                                                        |
| 2007      | Ukradený život: Exkluzivní video | Emma Norman             | TV film |
| 2007–2008 | October Road                     | Aubrey Diaz             | 19 dílů |
| 2008      | Polda z Marsu                    | Adrienne                | 4 dílů |
| 2010–2011 | Bratři a sestry                  | Annie                   | 5 dílů |
| 2011–2012 | Dr. House                        | Dr. Jessica Adams       | 22 dílů |
| 2013      | Policajt z New Yorku             | Ada O'Connor            | díl: „Vidělo jsi svou matku, dítě, stát tam ve stínu?“                                                                    |
| 2013      | Nová holka                       | Shane                   | díl: „Rychle tvrdnoucí tmel“                                                                                              |
| 2013      | Westside                         | Sophie Nance            | pilotní díl |
| 2013      | Kurz sebeovládání                | Jamie                   | díl: „Charlie and Lacey Shack Up“                                                                                         |
| 2013–2015 | Banshee                          | Nola Longshadow         | 11 dílů |
| 2014      | Dva a půl chlapa                 | Nicole                  | 3 díly |
| 2014      | Rush                             | Sarah                   | 5 dílů |
| 2015      | The Astronaut Wives Club         | Trudy Cooper            | 10 dílů |
| 2015      | The Grinder                      | Devin Stutz             | 3 díly |
| 2016–2017 | Pure Genius                      | Dr. Zoe Brockett        | hlavní role, 13 dílů |
| 2017–2020 | Supergirl                        | Samantha Arias/Reign    | hlavní role (3. řada), 24 dílů nominace – Cena Saturn v kategorii nejlepší ženský herecký výkon ve vedlejší roli (seriál) |
| 2017–2018 | Elena z Avaloru                  | seňorita Marisol (hlas) | 2 díly |
| 2018      | No Sleep 'Til Christmas          | Lizzie Hinnel           | TV film |
| 2019      | Adam & Eve                       | Eve                     | pilotní díl |
| 2019–2020 | Nepohádky                        | Maddie                  | hlavní role, 10 dílů |
| —         | Thirtysomething(else)            | Janey Steadman          | pilotní díl |

### Videohry
| Rok  | Název     | Role            | Poznámky |
| ---- | --------- | --------------- | -------- |
| 2008 | Fallout 3 | Amata Almodovar |          |